# Teoria M

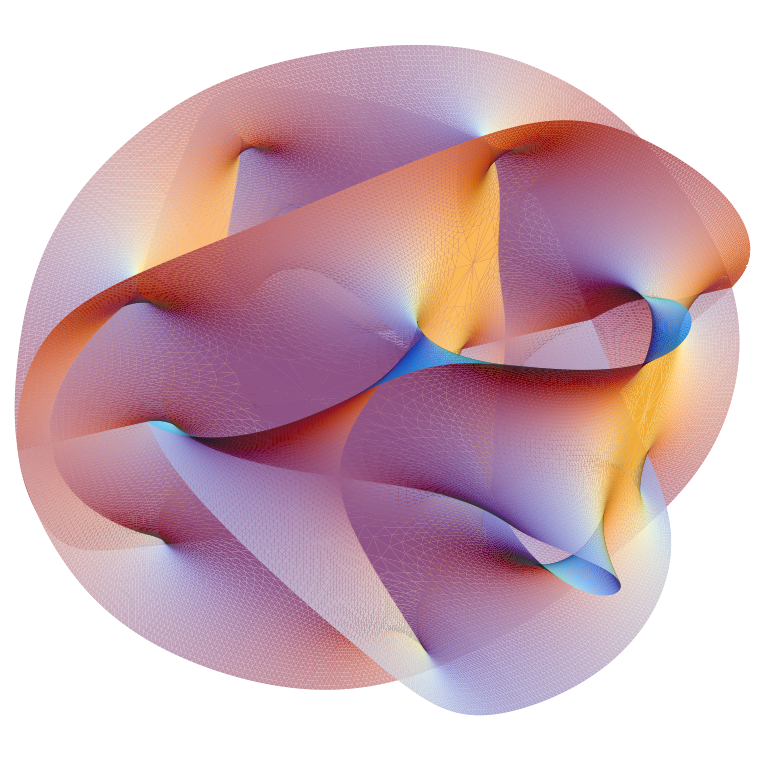
Spațiul Calabi-Yau - O reprezentare grafică ipotetică a aranjării extradimensiunilor

Teoria M este o teorie supersimetrică care este consistentă într-un spațiu cu unsprezece dimensiuni. Limita de energii joase a Teoriei M este Supergravitația unsprezece-dimensională.
Teoria M este cea mai recentă versiune a teoriei coardelor din anul 2008. Conform vechii teorii, șase din cele zece dimensiuni sunt „înfășurate”, noi putând observa doar universul 4-dimensional cu care suntem obișnuiți sau ne putem afla pe o submanifold n-dimensionala a unei manifold n. Aceste extradimensiuni sunt „strânse” într-o regiune a spațiului (spațiul Calabi-Yau), prea mică pentru a putea fi observabilă. Teoria M vine cu ceva in plus: unele din aceste dimensiuni ar putea fi foarte mari, chiar infinite.

## Istoric: de la atom până laBig Bangși Multivers
În anii 1920 fizicienii descoperă particulele elementare și cercetează proprietățile acestora. Electronii însă le rezervă o surpriză: „Când cineva studiază proprietățile atomilor descoperă că realitatea este mai stranie decât și-ar fi închipuit oricine. Particulele au într-adevăr posibilitatea, într-un anumit sens, de a se afla simultan în mai multe locuri.” (cf. Alan Guth, profesor la Institutul de Tehnologie al (statului) Massachusetts) (MIT) din Cambridge, Massachusetts, SUA. Aceasta înseamnă că particulele nu există doar în universul nostru, ci apar și în alte universuri paralele cu al nostru. Alan Guth explică: „În esență, tot ceea ce se poate întâmpla se întâmplă într-una dintre alternative, ceea ce înseamnă că suprapus peste universul cunoscut există un univers alternativ, unde Al Gore este președinte și Elvis Presley este încă în viață.”

### Teoria coardelor
Cu fiecare concluzie fizicienii s-au apropiat tot mai mult de momentul creării "teoriei tuturor lucrurilor", teorie care încearcă să explice existența întregului univers, în mic și mare. Albert Einstein a lăsat această căutare succesorilor săi, ea fiind de fapt miezul cercetărilor tuturor fizicienilor. Anii 1980 aduc o schimbare radicală, așa cum afirmă Burt Ovrut, profesor la Universitatea Statului Pennsylvania din University Park, Pennsylvania, USA: „Încă de când a luat naștere fizica s-a crezut că materia este făcută din particule. Acum ne-am schimbat acest punct de vedere. Acum credem că materia este făcută din coarde mici.”  Așa a apărut teoria stringurilor, care spune că particulele sunt de fapt coarde mici invizibile, din care emană materia precum muzica din coarde: „Dacă o ciupești (coarda) într-un anumit fel, obții o frecvență anume, dar dacă o ciupești în alt fel, poți obține mai multe frecvențe, așa ai note diferite.”(Burt Ovrut). Michio Kaku, profesor la City University din orașul New York, spune că „universul este o simfonie, iar legile fizicii sunt armonii ale unei super-coarde.”

### Singularitate cosmică
Pentru ca "teoria stringurilor" să devină "teoria tuturor lucrurilor existente în univers", ea trebuia să explice nașterea universului, adică momentul la care s-a produs Big Bangul. Timp de zece ani fizicienii au cercetat posibilitatea celor două teorii de a se explica una pe alta, de a se completa. Rezultatele însă au fost dezastruoase, iar curând teoriile au fost aproape de autodistrugere reciprocă. Cercetătorii Big Bangului au ajuns prin extrapolare din ce în ce mai aproape de momentul crucial: mai întâi mai aproape cu un miliard de ani, apoi la momentul formării primilor atomi, apoi când universul avea numai câteva sute de mii de ani, și până la urmă la momentul când universul număra doar câteva secunde de existență. Aici fizicienii s-au confruntat cu o dificultate majoră: „Problema fundamentală a cosmologiei este că legile fizicii, așa cum sunt ele cunoscute, sunt anulate în momentul Big Bangului. Unii spun, ce e rău în asta, ce e rău dacă legile fizice se prăbușesc? Totuși, pentru un fizician aceasta este un dezastru. Toată viața ne-am dedicat faptului că universul se supune unor legi cunoscute, legi care pot fi transcrise în limbajul matematicii, dar aici avem miezul universului însuși, o piesă care însă lipsește și care transcende legile fizice.” (cf. Michio Kaku). Momentul Big Bangului mai este cunoscut și sub numele de singularitate cosmică („cosmic singularity”), adică locul unde ecuațiile își pierd sensul.

### Cinci teorii ale coardelor
Nici teoria coardelor nu a avut o soartă mai bună: din ce în ce mai mulți cercetători lucrau la ea, dar se întâmpla un lucru curios. Fizicienii au găsit o a doua versiune la teoria inițială, apoi a treia și în curând aveau să vorbească chiar despre cinci teorii diferite ale coardelor. A devenit limpede că nu acestea erau mult-căutata "teorie a tuturor lucrurilor", și că nu aveau să dea nici o soluție problemelor nerezolvate. Chiar când comunitatea oamenilor de știință se pregătea să dea uitării teoria coardelor cu tot cu cele cinci versiuni ale ei, a apărut o altă idee: super-gravitația („super gravity”), noțiune impusă discuțiilor de către Michael Duff, profesor la Universitatea din Michigan, Ohio, SUA.

### Supergravitația
Supergravitația se asemăna foarte mult cu teoria coardelor: „În mod normal credem că trăim într-o lume tridimensională. Ne putem mișca în trei direcții: la dreapta sau la stânga, sus sau jos, înainte sau înapoi, dar fizicienilor le place să adauge alte dimensiuni. Einstein a propus ca timpul să fie a patra dimensiune. Apoi altcineva a propus a cincea și apoi a șasea. Și numărul a continuat să crească. Dimensiunile adiționale sunt spații în univers pe care nu le putem percepe (direct). Majoritatea sunt microscopice, dar cercetătorii erau convinși că acestea există.” (cf. Michael Duff). Conform teoriei stringurilor există 10 dimensiuni: 9 dimensiuni spațiale și una temporală. Teoria supergravitației însă enumera 11 dimensiuni. Puțini erau cei care credeau în ele și le promovau, fiind desconsiderați de comunitatea cercetătorilor care reconsiderau universul pornind de la cadrul oferit de teoria stringurilor: doar coarde care vibrează.

### Teoria M (de la membrană)
Supergravitația a avut însă ocazia să-și ia revanșa când fizicienii au încercat să salveze teoria stringurilor: ei au adăugat a 11-a dimensiune la cele 10, iar rezultatul a fost unul surprinzător. Cele cinci versiuni ale teoriei, aflate în competiție unele cu celelalte, s-au dovedit a fi variante ale aceleiași teorii fundamentale care începea din nou să aibă sens. Odată cu adăugarea celei de-a 11-a dimensiuni, teoria s-a transformat astfel: coardele, despre care se presupunea că stau la baza materiei din univers, s-au extins și s-au combinat. Concluzia extraordinară a fost aceea că toată materia din univers era conectată la o singură structură imensă, numită membrană. Această nouă teorie a primit numele "Teoria M", de la cuvântul "membrană", și a impulsionat din nou căutarea explicației pentru toate lucrurile din univers. Ce se știe însă despre a 11-a dimensiune? S-a descoperit repede că ea se lungește la infinit, dar este foarte mică în lățime, mai precis ea măsoară un milimetru împărțit la un 1 urmat de 20 de zerouri, după cum spune Burt Ovrut. Universul nostru membrană plutește în acest spațiu misterios. Dar curând după emiterea teoriei M a apărut iarăși o nouă idee, aceea că la capătul opus al dimensiunii 11 se află un alt "univers-membrană", care pulsează.

### Gravitația
Cea care a deschis calea către această idee nouă a fost Lisa Randall de la Universitatea Harvard din Cambridge, Massachusetts, SUA, plecând de la gravitație: „Forța gravitațională este foarte slabă în comparație cu celelalte forțe. Dacă te uiți în jur, spui că gravitația nu pare atât de slabă, dar dacă stai să te gândești întregul Pământ trage de tine și totuși poți să ridici lucruri de pe sol.” Lisa Randall explică această ciudățenie prin prezența dimensiunilor adiționale: gravitația este la fel de puternică ca și celelalte forțe (de exemplu: deși gravitația acționează asupra unui simplu ac, ajunge să acționăm și noi asupra acului cu un magnet mic (de acela care se lipește pe frigider pentru a fixa bilețele); atunci forța magnetică va învinge forța gravitațională), doar că ea se scurge în aceste dimensiuni pe care nu le putem observa. Ecuația însă nu funcționează din această perspectivă. La auzul ideii că s-ar putea să existe altă membrană în dimensiunea 11, Randall a schimbat perspectiva asupra problemei gravitației și a găsit o altă soluție: gravitația nu se scurgea din universul nostru spre alte dimensiuni, ci invers, din alte dimensiuni în universul nostru. Și astfel s-a ajuns la o noțiune mult timp ocolită de comunitatea științifică: universurile paralele.

### Universurile paralele
Într-o clipă cercetătorii au fost cuprinși de frenezia "universurilor paralele" existente în a 11-a dimensiune, care păreau să rezolve probleme vechi de secole. Iată cum arată aceste universuri paralele: fizicienii spun că ele variază în forme (de la binecunoscuta doughnut - gogoașa cu gaură la mijloc, până la „coli de hârtie”), dimensiuni și caracteristici: „Într-un alt univers protonul poate să fie instabil, caz în care atomii se pot dizolva, iar ADN-ul nu se poate forma și astfel în aceste universuri nu poate exista viață inteligentă. Poate că există o lume de electroni și electricitate, poate un univers de fulgere și neutrini, dar fără materie stabilă.” (cf. Michio Kaku). Dar dacă doar într-o fracțiune din aceste universuri se dezvoltă viața, vom avea un număr infinit de universuri paralele în care trăiesc civilizații.

### Big Bang
Cercetătorii au ajuns iarăși la încercarea de a explica singularitatea ce a precedat Big Bangul, de data aceasta cu ajutorul teoriei M. În anul 2001 aceasta a suferit o transformare din partea lui Burt Ovrut. Deși până atunci se credea că a 11-a dimensiune este un loc pașnic în care universurile-membrană plutesc liniștit, Burt Ovrut spune că de fapt „Universurile se mișcă prin dimensiunea 11 ca niște valuri imense puternice.” El mai spune că nu este atât de mult loc pentru toate universurile, așa că dacă ele se mișcă, atunci există posibilitatea ca ele să se lovească unele de celelalte. De fapt, ele ori se depărtează unul de celălalt, ori se lovesc. Următoarea întrebare logică este ce se întâmplă când universurile paralele se ciocnesc? Răspunsul este dat de astronomul Neil Turok: consecința întâlnirii a două universuri paralele este un Big Bang. Universul nostru are însă în unele locuri concentrări de materie: stele, galaxii, quasari și alte aglomerări. Acestea se explică tot prin universurile paralele. Neil Turok afirmă că acestea se mișcă precum valurile și, tot ca valurile, suprafața lor nu este plană, ci se unduiește. Astfel, când universurile paralele se lovesc, ele nu se lovesc uniform pe toată suprafața și concomitent, ci în puncte diferite și la momente diferite în timp. Așa se explică nașterea universului în forma pe care o cunoaștem noi, cu ajutorul teoriei M.

### Universuri multiple
Cea mai recentă noțiune introdusă de cercetători este cea a universului multiplu - în engleză: „multiverse” ("multivers"). Acesta „ar putea conține un număr infinit de universuri, fiecare cu legi diferite ale fizicii. Probabil că în fiecare moment au loc Big Banguri. Universul nostru coexistă cu alte membrane, alte universuri care sunt de asemenea în expansiune. S-ar putea ca universul nostru să nu fie decât un balon plutind într-un ocean de alte baloane.” (cf. Michio Kaku).
Fizicienii mai fac încă un pas înainte și își propun să creeze un univers nou în laborator. Alan Guth presupune că momentul în care vom crea universuri în pivnița casei nu este chiar atât de departe și de neconceput, iar procesul nu ar pune în pericol propriul univers în care trăim.